# Žižkova lípa (Krčín)
Žižkova lípa v Krčíně (také známá jako Vojnarova lípa nebo Jiráskova lípa) je starý památný strom, který roste u Nového Města nad Metují. O lípě se vypráví několik příběhů a pověstí, psal o ní již Alois Jirásek. Je ale zajímavá i atypickým růstem s hustou korunou.

## Základní údaje
- název: Žižkova lípa v Krčíně, Vojnarova lípa, Jiráskova lípa[2]
- výška: 17 m (2001)[3]
- obvod: 509 cm[1], 523 cm (2001)[3], 556 cm[4], 560 cm (2009, AOPK)
- věk: 200 let[4], 225 let (2009, AOPK)
- sanace: 2009 (obvodová redukce koruny)
- souřadnice: 50°20'37.89"N, 16°8'6.59"E

## Historie a pověsti
K lípě se váže několik příběhů a pověstí. Nejstarší pochází z dob husitských. Hynek Červenohorský, královský vojenský hejtman, prý vtrhl do Krčína (který sympatizoval s husity), část obyvatel pobil, koni dal napít z kalicha a poté prohlásil, že je teď i jeho kůň husitského vyznání. Když se zpráva donesla Žižkovi, uspořádal na Krčín výpravu a za urážku husitů Červenohorského ztrestal. Pověst sice má pravdivý základ, událost byla zaznamenaná i kronikách, ale tato lípa Žižku nepamatuje.
Druhý příběh je z pozdější doby, z roku 1639, když za třicetileté války ke Krčínu přitáhli Švédové. Ve zdejším kostele právě probíhala mše za zemřelou, když se donesla zpráva o blížících se Švédech. Všichni z kostela utekli, zůstal jen kněz. Modlil se dál a nereagoval ani když do kostela vešel švédský důstojník. Ten po knězi dvakrát vystřelil, ale v obou případech minul. Stihl ho ale boží trest. Když opouštěl vydrancovaný Krčín, vzepjal se mu kůň a spadl do rokle. Na místě, kde Švéd zemřel, vysadil místní rodák Vojnar k památce události lípu. Podle některých zdrojů ale není tím stromem, který zde stojí dnes: Původní lípu prý v 19. století pokáceli a současnou vysadili místo ní.
O lípě psal i Alois Jirásek ve svých pamětech. Jako malému chlapci mu Vojnarovu lípu ukazoval tatínek, když jeli na trh do Dobrušky. Nebyla to zdaleka jediná stará lípa, kterou Jirásek ve svém díle zmiňuje. V kapitole Stromy ve sbírce Domů a jiné obrázky popisuje putování za starými a památnými stromy. Ještě známější je lípa z divadelní hry Lucerna. Je však možné, že souvislostí bylo víc, Vojnarova lípa mohla Jiráska inspirovat i k pojmenování hlavní postavy jedné z jeho divadelních her, svéhlavé Madleny Vojnarové.

## Další zajímavosti
Lípě byl věnován prostor v televizním pořadu Paměť stromů, konkrétně v dílu č. 11, stromy umělců.

## Památné a významné stromy v okolí
- Husova lípa (Nové Město nad Metují) (vysazena 6. července 1919)
- Rezecký dub
- Lípy u hřbitova (Krčín) (2 stromy)
- Tis u Českých bratří
- Lípy na nábřeží (Krčín) (55 z původních 60 stromů)
- Masarykova lípa (Krčín) (vysazena 13. dubna 1919, také známá jako lípa Svobody)